# Florius de Camerota
Florius de Camerota dit aussi Florius de Camera (en italien : Florio da Camerota, Florio di Camerota ou encore Florio di Camera ; fl. 1150-1189) est un baron italo-normand du royaume de Sicile, justicier royal sous les règnes des rois Roger II, Guillaume Ier et Guillaume II, en activité de 1150 à 1189.

## Biographie
En partie d'ascendance lombarde, Florius de Camerota (Florius Camerotensis en latin) est le neveu de l'archevêque Alfan de Capoue (1153-1180), ami du pape Alexandre III. Seigneur de Corbella, possédant de nombreux fiefs dans le Cilento, il apparaît comme justicier royal en 1150 dans la région de Salerne.
Pour une sombre affaire de complot envers le roi Guillaume Ier de Sicile, Florius de Camerota doit s'exiler en 1165 et part pour Jérusalem. Il retourne dans le royaume de Sicile en 1168 après la mort du roi, survenue en 1166.
En 1176, il fait partie de la délégation envoyée dans le royaume d'Angleterre par le jeune roi Guillaume II de Sicile pour demander la main de la princesse Jeanne, onze ans, fille du roi Henri II Plantagenêt et d'Aliénor d'Aquitaine, et sœur du futur roi Richard Cœur-de-Lion. L'année suivante, le roi Guillaume II le charge de poursuivre les assassins de l'abbé Mathieu, du monastère salernitain de San Benedetto.
En 1188, pour la Troisième croisade, Florius de Camerota fournit 63 militi et 50 hommes d'armes.
Il est mentionné une dernière fois en 1189 et serait mort peu après.

## Sources primaires
- Romuald de Salerne, Chronique
- Hugues Falcand, Le livre du royaume de Sicile
- (it) Catalogus baronum (« Catalogue des barons »)

## Sources secondaires
- (it) Catalogus baronum, édition Errico Cuozzo, Catalogus baronum, commentario, Rome, 1984.
- (it) Gaetano Breccia, Florio da Camerota, Dizionario Biografico degli Italiani, volume 48, 1997.